# Hibrid számítógép

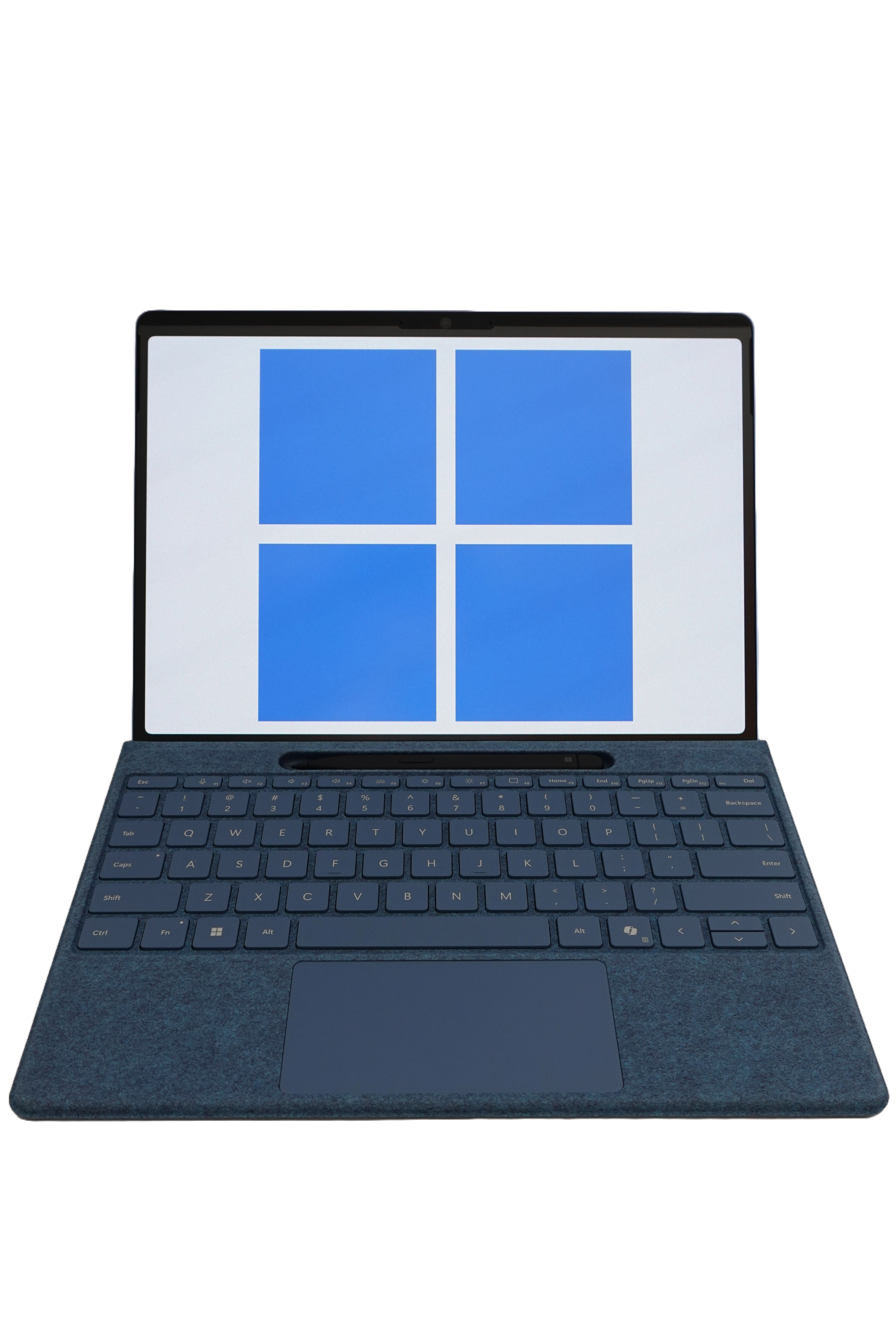
Microsoft Surface Pro

A hibrid számítógépek olyan hordozható számítógépek, amelyek egy tabletből és egy a tablethez csatolható billentyűzetből állnak. Lényegében hibridnek számít minden olyan számítógép, amely a slate tabletek és a laptopok között helyezkedik el.
Az informatikában a hibrid számítógépek hagyományosan olyan számítógépeket jelentettek, amelyek analóg és digitális egységeket is tartalmaznak.

## Történetük
A mai hibrid számítógépekre gyakran convertible néven hivatkoznak, amely azonban a hibridek egyik alfajtája. Az első hordozható számítógép, amely a convertible nevet viselte, az 1986-ban megjelent IBM PC Convertible volt, az IBM első laptopja, amely azonban nem azonosítható típusát tekintve a mai hibridekkel. Neve arra vonatkozott, hogy a gép összecsukható és hordozható volt, a mai hibrideknek azonban ez nem közvetlen elődje ellenben a convertible típussal, amelynek ismertetőjele mai az az eszköz átalakíthatósága, nem a felső rész eltávolítása.
Az ezredfordulót követően azok a hibridek, amelyek már valóban a mai típusok elődjeinek számítanak. Ezek jellemzően olyan eszközök voltak, amelyek felső részét egy slate táblagép adta (ahogyan sok mai gép esetében is), lényegében tehát érintőképernyővel felszerelt notebookokról van szó.

## Típusai

### Hagyományos hibridek
Az egyszerű hibrid számítógépek egy tabletből és egy ahhoz illeszkedő billentyűzetből állnak, amelyeket akár külön is értékesíthetnek. A hibrid tabletek alapja a táblagép, amelyhez egy fizikai billentyűzet csatlakozik. Ezeket jellemzően egy termékként, egyszerre értékesítik a slate táblagépekkel ellenben, amelyekhez a csatlakoztatható billentyűzet csak opcionális kiegészítő.

### Slate táblagépek
A slate táblagép lényegében egy PC-ből fejlesztett, x86-architektúrájú kompakt eszköz. Ilyen volt a Microsoft 2001-ben bejelentett gépe. A slate gépek hagyományosan "írótábla" néven is ismertek voltak. Felépítésük jellemzően egyszerű, a kijelző mellett néhány gomb, illetve be- és kimenetek találhatóak rajta. A gyártók jellemzően készítenek hozzájuk felcsatolható "alátét-billentyűzetet", melynek használata opcionális.

### Convertible
A modern convertible gépek jellemzően olyan gépek, amelyek fizikailag átalakíthatóak, a felső részt adó laptop a billentyűzet tetejére fordítható olyan módon, hogy az érintőképernyő segítségével használhatjuk azt. Az alső és felső rész egy vagy két helyen csatlakozik egymáshoz és általában 180 fokos elforgatást tesz lehetővé. Ez fizikailag meggyengítheti a gépet, ezért alkalmaznak más módszereket is, az Acer TravelMate C2010 esetében például úgy oldották meg a problémát, hogy a tabletet nem elforgatással, hanem a billentyűzetre csúsztatva állíthatjuk a slate-hez hasonló pozícióba. Az első csúsztatható kijelzővel rendelkező gép a Samsung Sliding PC7 volt.
Az első convertible laptopoknál előfordult a képernyő elforgathatósága is, mára azonban ez a funkció jellemzően eltűnt.
A convertible gépek közelebb állnak a laptopokhoz, súlyuk és méretük is nagyobb, mint a slate táblagépeké.

### Laplet
A laptop és tablet szavakból szóösszerántással képzett laplet elnevezés olyan hibridekre utal, amelyek x86-alapú processzorarchitektúrával rendelkeznek, teljes értékű PC-s operációs rendszert (például Windows 8.1-et) futtatnak, emellett a laptopokra jellemző I/O portokkal (például USB és Mini DisplayPort) rendelkeznek. A lapleteket jellemzően nem csak médiafogyasztó eszközként használják, hanem laptopok vagy asztali számítógépek helyettesítésére, rendeltetésük szerint képesek az asztali alkalmazások futtatására és az olyan perifériákhoz való csatlakozásra, mint az egér, a billentyűzet és egyes külső kijelzők.